# Главна гара (Виена)
Главната гара на Виена или (на немски: Wien Hauptbahnhof) е разположена на север в района Фаворитен, на магистралата Гюртел (или улица „Виенски кръг“). Открита е на 10 октомври 2014 г. след седем години строителна дейност. Заменя намиращата се на това място „Южна гара“.
От 13 декември 2015 г. гарата започва да функционира в пълен обем и всички далечни влакове на Австрийските федерални ЖП линии преминаващи през Виена, спират на гарата. Гарата е свързана с първа линия на Виенското метро и няколко линии на градския трамвай и автобуси.

## История на създаването
През 90-те години на 20 век се обмисля разработването на ЖП-гара във Виена, която да обедини Южната и Източната гари, разположени перпендикулярно една към друга. По това време Theo Hotz Architects and Planners от Цюррих започват първоначално проучване за намирането на решение за нова гара.
При създаването на новата гара е изградена нова схема на движение на влаковете с еднопосочна (преминаваща) посока, а не с крайни коловози. При тази гара преминават много повече влакове на ден отколкото в миналото. Освен това в стуктурата на гарата са включени около 20,000 кв. метра търговски център и 100 магазина и ресторанти, както и паркинг за над 600 коли и 1110 велосипеда, разположен под коловозите.

## Строителство галерия
- Старт през 2011
- Януари 2012
- Август 2012
- Октомври 2012